# Paya Deumam Satu
Paya Deumam Satu is een bestuurslaag in het regentschap Aceh Timur van de provincie Atjeh, Indonesië. Paya Deumam Satu telt 1593 inwoners (volkstelling 2010).